# Idiosynkrazie
Pojem idiosynkrazie (z řec. idios – vlastní, zvláštní, osobitý, nevšední – a synkrasis – směs (např. tekutin)) vyjadřuje:
- jedinečnost, odlišující prvek chování nebo projevu včetně projevu jazykového, např. užití agramatických forem, neologismů a neobvyklých slovních spojení;
- zvýšenou přecitlivělost, mnohdy až nepřekonatelný odpor vůči něčemu nebo někomu, různým vjemům nebo situacím. Lidé s takovouto poruchou mají většinou problém se socializací a chápáním humoru.

## Rozlišení idiosynkrazie
S idiosynkrazií se člověk může narodit, ale také může získat během života. Dále se vyskytují idiosynkrazie trvalé a přechodné a v neposlední řadě duševní a tělesné.

### Duševní, psychická idiosynkrazie
Duševní idiosynkrazie u konkrétního jedince je jeho/její jistá přecitlivělost, v některých případech až značná, dokonce nepřekonatelná nesnášenlivost až nenávist vůči jistým konkrétním podnětům, jejichž zdrojem mohou být jiní lidé nebo okolní prostředí, nebo přímo vůči konkrétním jiným osobám. V případě, že se jedná o spontánně vzniklou idiosynkrazii mezi dvěma či více lidmi, může být komunikace mezi nimi značně narušena. Idiosynkrazie je nebezpečná proto, že směřuje pozornost jinam než ke sdělení samotnému nebo zjevným faktům. Pozornost je z velké části věnována rušivému elementu, který do jisté míry omezuje možnost plně se soustředit na projevy člena/členů komunikačního procesu. Lidé trpící idiosynkrazií reagují na podnět neobvykle, zatímco u ostatních lidí tento podnět žádné negativní pocity a emoce nevyvolává.
Idiosynkrazii může vyvolat specifická vůně, tón hlasu, pohyby, zvuky, vzhled apod. Konkrétně např. škrábání nehtů o zeď, časté opakování tzv. výplňkových slov typu „vlastně, prostě, jakoby“, mlaskání při jídle, pouliční hluk nebo třeba tikání hodin. Idiosynkrazií trpěla například i známá postava českých dějin, král Václav I., který podle slov Františka Palackého nesnášel zvonění kostelních zvonů. Proto se při jeho návštěvách různých měst zvonění zakazovalo.

### Fyziologická idiosynkrazie
Fyziologická idiosynkrazie se projevuje zejména v podobě neobvyklé nežádoucí reakce při požití léků, potravin, alkoholu, různých drog apod. Známé příčiny projevu idiosynkrazie jsou například mléko a další mléčné výrobky. Idiosynkrazie má schopnost se projevit už při požití velmi malého množství a při prvním styku organismu s původcem idiosynkrazie. Pro vznik fyziologické idiosynkrazie se předpokládá určitá míra náchylnosti k některým látkám, nebo dlouhodobé působení menšího množství látky v těle. U osoby postižené idiosynkrazií se obvykle projevují nežádoucí reakce, jako jsou kožní vyrážky, silná nevolnost, bolest hlavy, zvýšení tělesné teploty atd. Pro úspěšnou léčbu je třeba identifikovat původce idiosynkrazie a omezit další expozici nežádoucím podnětům. Někdy je však příčinou fyziologické idiosynkrazie čistě psychologický problém, který se řeší terapií.